# 兔猴型下目
兔猴型下目（Adapiformes），又名兔猴下目，是已滅絕的原始靈長目。牠們的近親有狐猴、蜂猴亞科及嬰猴科。兔猴型下目主要出沒在北方大陸，最南至北非及亞洲的熱帶地區。牠們生存於始新世至中新世。大部份兔猴型下目都像現今的狐猴。

## 外部連結
- Mikko's Phylogeny Archive